# Distrito de Shanao
El distrito de Shanao es uno de los once que conforman la provincia de Lamas, ubicada en el departamento de San Martín en el Norte del  Perú.
Desde el punto de vista jerárquico de la Iglesia católica forma parte de la  Prelatura de Moyobamba, sufragánea de la Metropolitana de Trujillo y  encomendada por la Santa Sede a la Archidiócesis de Toledo en España.

## Geografía
La capital se encuentra situada a 1250 m s. n. m.

## Geografía humana
En este distrito de la Amazonia peruana habita la etnia Quechua, grupo Quechua Lamista, autodenominado Llacuash